# López de Micay
López [de Micay] là một khu tự quản thuộc tỉnh Cauca, Colombia. Thủ phủ của khu tự quản López [de Micay] đóng tại Micay Khu tự quản López [de Micay] có diện tích 3101 ki lô mét vuông. Đến thời điểm ngày 28 tháng 5 năm 2005, khu tự quản López [de Micay] có dân số 17289 người.